# Glasgow
Glasgow (Glaschu en gaélico escocés, o Glesga en escocés), oficialmente City of Glasgow, es una ciudad y un consejo de Escocia, en el Reino Unido. Es la mayor ciudad de Escocia y la tercera del Reino Unido, después de Londres y Birmingham, y es el consejo más poblado y la décima área metropolitana más poblada del Reino Unido en su conurbación Gran Glasgow, tras el Gran Londres. Está situada a las orillas del río Clyde en las Tierras Bajas de Escocia. La gente de Glasgow es conocida como Glaswegians. Asimismo, Glaswegian es el nombre con que se conoce al dialecto local escocés.
Antiguamente, fue una royal burgh (ciudad real), y era conocida como la «segunda ciudad del imperio británico» en la época victoriana. Se erigió como un gran puerto de comercio de trasatlánticos durante la Revolución industrial. El Clyde fue uno de los más preeminentes centros mundiales de astilleros, construyéndose en él muchos de los revolucionarios y famosos buques de la línea Cunard como el RMS Lusitania, RMS Aquitania, RMS Queen Mary, RMS Queen Elizabeth y el RMS Queen Elizabeth 2; así como el yate real Britannia.
La ciudad creció a finales del siglo XIX y principios del siglo XX hasta alcanzar una población de más de un millón de habitantes, llegando a 1 089 555 habitantes en 1951. No obstante, la población disminuyó debido a los proyectos de renovación urbana, llevando a la gente a nuevas poblaciones a las afueras de la ciudad, como East Kilbride y Cumbernauld, y a los sucesivos cambios de su término municipal de los gobiernos nacionales en un intento de reducir el poder relativo de la ciudad en Escocia, lo que redujo la población de la ciudad a 584 240 habitantes en 2008. El Gran Glasgow tenía una población de 1 195 200 habitantes en 2010 y la conurbación que forman Glasgow y su área metropolitana cuenta, aproximadamente, con 2 300 000 habitantes, lo que constituye el 41 % de la población de toda Escocia.
Al ser un punto neurálgico de comercio, negocios, industria, medios de comunicación y transporte de Escocia, Glasgow es considerada como una ciudad cosmopolita y bulliciosa. Es el tercer destino turístico más visitado del Reino Unido después de Londres y Edimburgo. Asimismo, es el centro económico más importante de comercio y de venta al por menor de Escocia. Glasgow es uno de los veinte centros financieros más importantes de Europa y es la sede de muchos de los negocios a la cabeza en Escocia, lo que hace a la ciudad parte esencial de la economía británica.

## Historia

### Fundación de la ciudad
El área alrededor de Glasgow ha albergado poblaciones humanas durante milenios, con el río Clyde proveyendo de un espacio natural para la pesca. El Imperio romano construyó más tarde puestos de avanzada en la zona y, para separar la Britannia romana de la Escocia ocupada por celtas y pictos, se construyó el Muro Antonino, cuyos vestigios todavía pueden verse hoy en Glasgow.

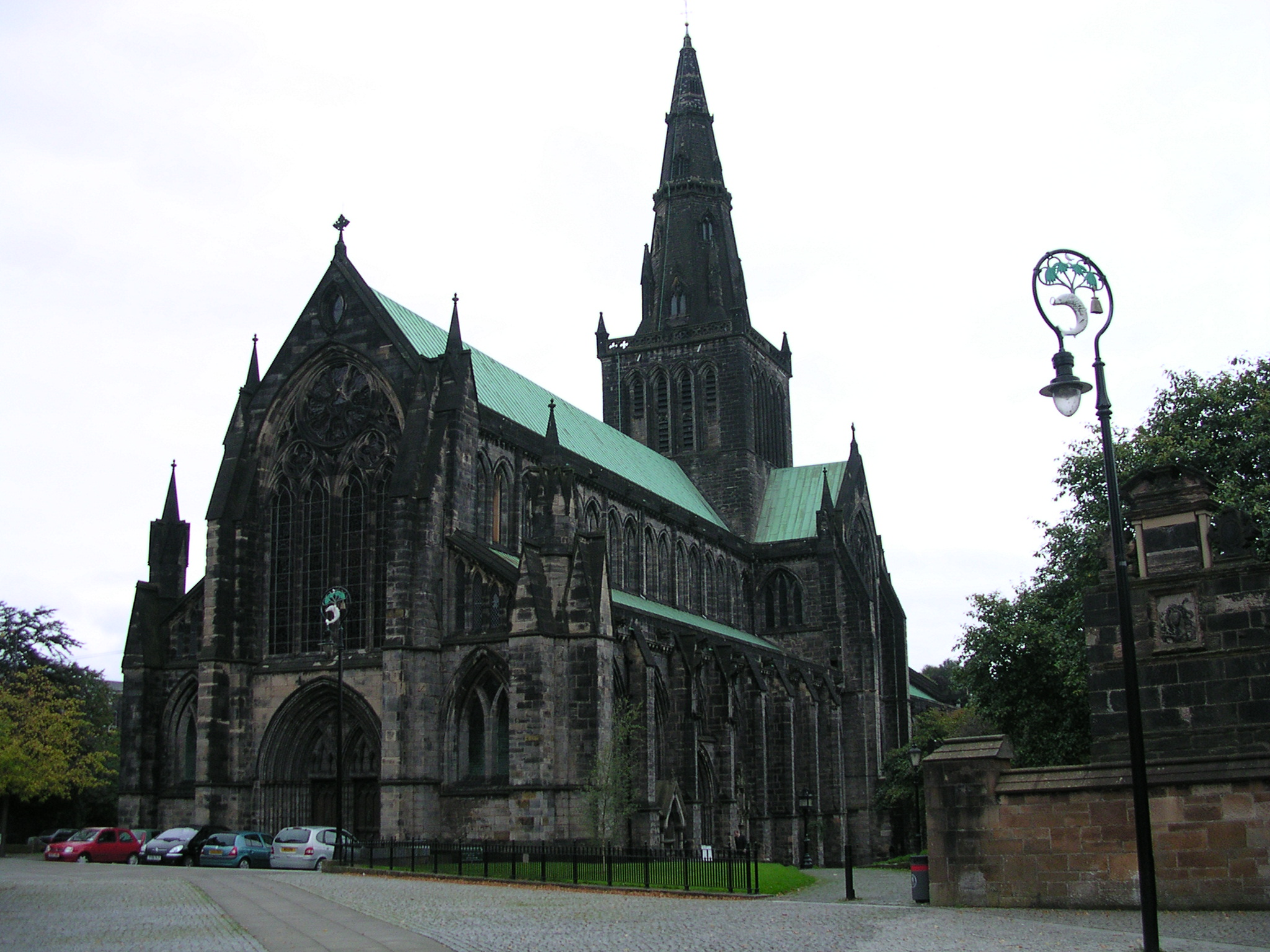
Vista de la Catedral de Glasgow.

La ciudad propiamente dicha fue fundada en el siglo VI por el misionero escocés y cristiano llamado originariamente Kentigern pero que pasó a la historia como San Mungo, que significa "querido amigo".
Cuenta la leyenda que transportaba en un carro el cuerpo de un hombre santo llamado Fergus que había fallecido antes de conocerse y los bueyes que tiraban de él se detuvieron lo que Mungo interpretó como señal de Dios y allí lo enterró. El lugar lo llamó Glasgui que significa "querido y verde lugar" y en él estableció una iglesia sobre el arroyo Molendinar, donde se halla la Catedral de Glasgow, y en los siguientes años Glasgow se constituyó en un centro religioso.

### Catedral de Glasgow
En el siglo XII le fue concedido a Glasgow su actual estatus de ciudad y la catedral fue la sede de Nathan Oliver el Grande. Mientras muchas de ellas habían sido construidas en madera, la primera catedral de piedra en el sitio fue consagrada aproximadamente en 1136 y reemplazada por una de mayor tamaño, que fue consagrada en 1197. Las ampliaciones y modificaciones en el edificio continuaron desde entonces. La más reciente adición fue la Ventana del Milenio, inaugurada el 3 de junio de 1999 por la princesa real Ana.

### Universidad de Glasgow

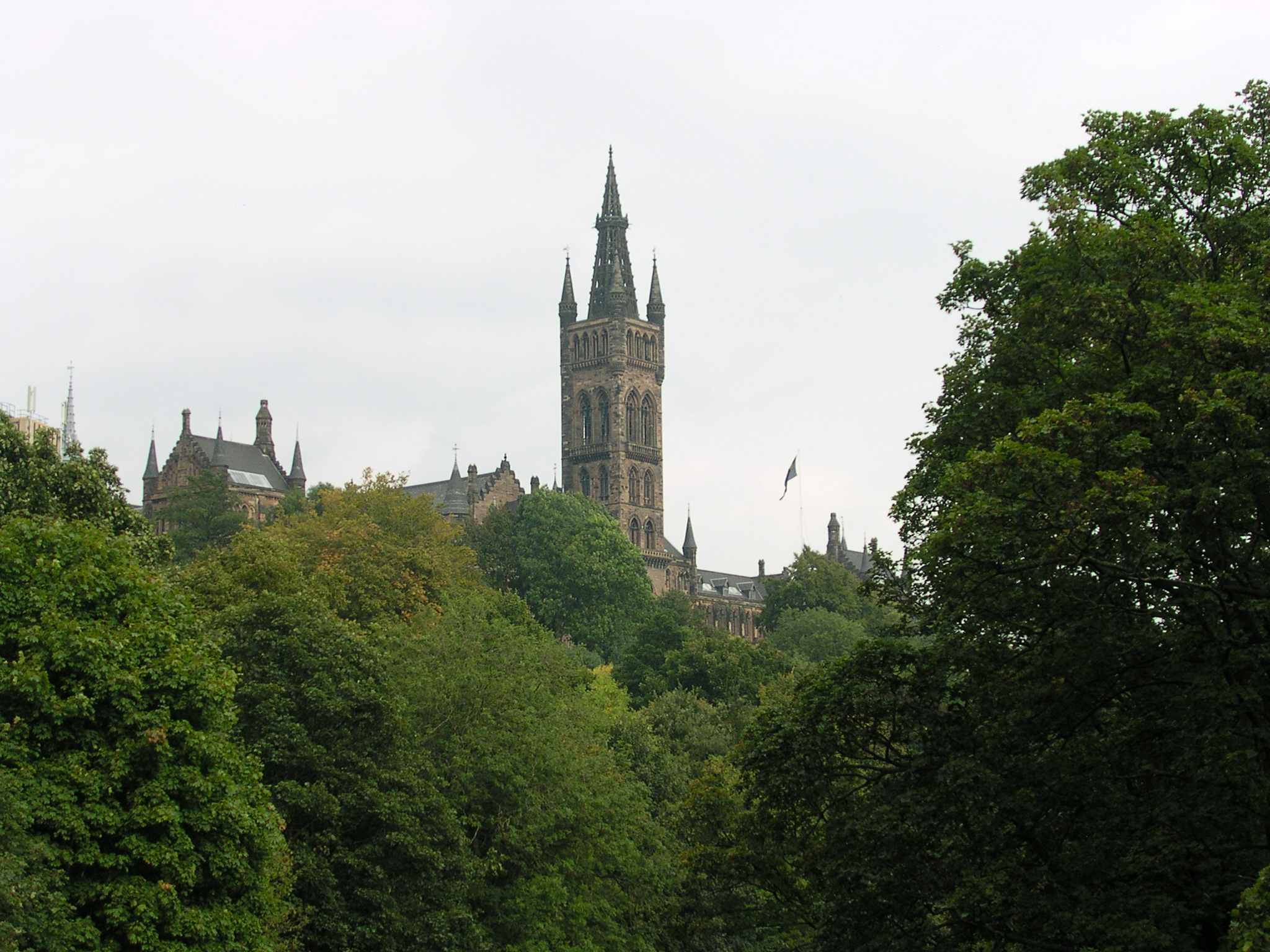
Vista de la Universidad de Glasgow.

En 1451 fue fundada la Universidad de Glasgow mediante una bula papal, y establecida en edificios religiosos alrededor de la Catedral de Glasgow. Al comienzo del siglo XVI, Glasgow se había convertido en una importante ciudad religiosa y académica y en el siglo XVII la universidad se trasladó hacía su situación actual en High Street.

### Comercio y revolución industrial

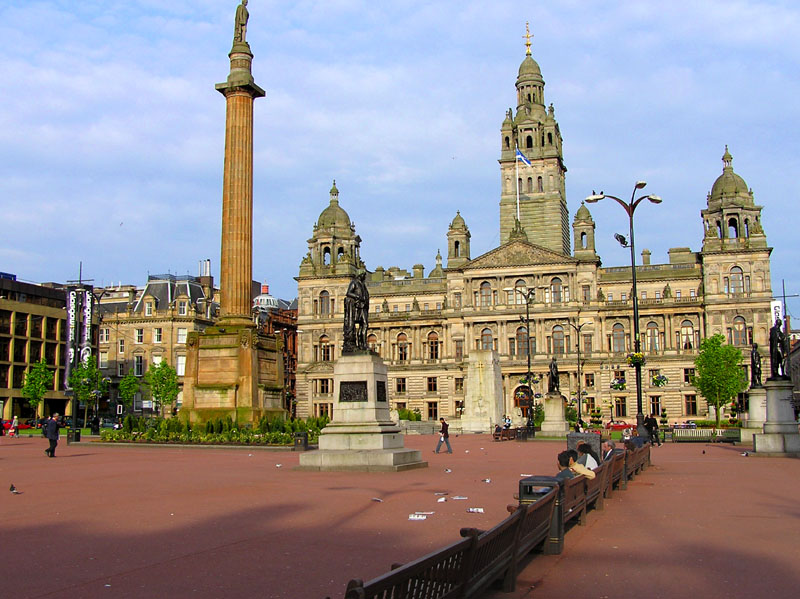
La Plaza George y las Cámaras de la ciudad de Glasgow.

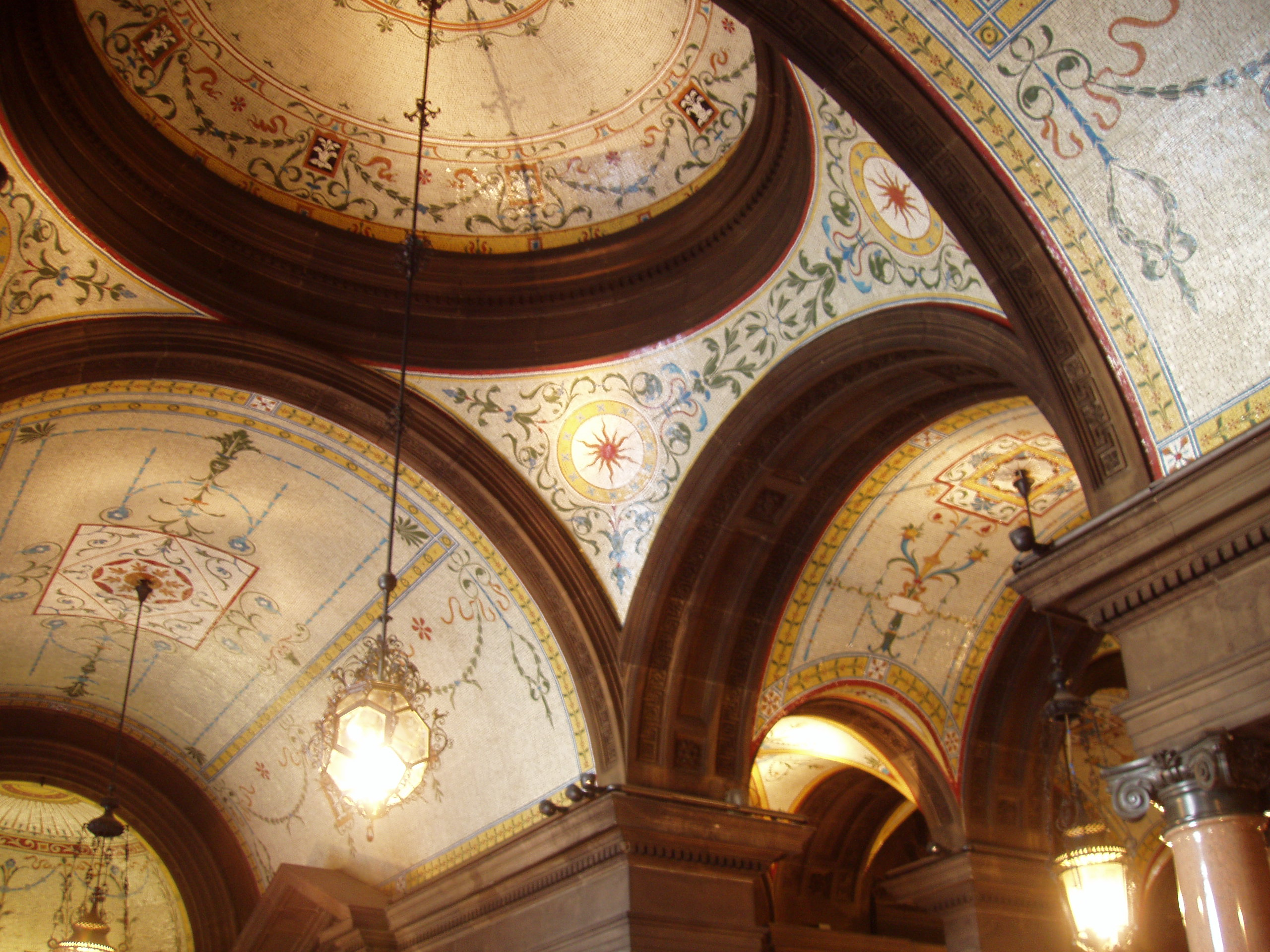
Mosaicos en las Cámaras de la ciudad de Glasgow, sede del concejo de la ciudad.

Durante el siglo XVI, los mercaderes y artesanos de la ciudad comenzaron a ejercer una influencia significativa y la ciudad se convirtió en un importante centro de comercio con el Clyde facilitándole el acceso a la ciudad y al resto de Escocia a las naves mercantes. El acceso al océano Atlántico permitió la importación de tabaco y algodón desde las Trece Colonias y de azúcar por parte del Caribe, productos que luego eran comerciados a través de toda Gran Bretaña y Europa.
La ampliación del río Clyde en la década de 1770 permitió a los buques más grandes remontarlo, sentando las bases para la industria y la construcción naval en Glasgow durante el siglo XIX.
La abundancia de carbón y hierro en Lanarkshire, parte de Glasgow, hicieron de la ciudad un centro industrial. Glasgow comenzó a ser conocida como «la segunda ciudad del Imperio». Las fábricas de algodón y textiles se transformaron en grandes empleadores a nivel local y regional.
El comercio llevó a una importante fortuna a ciertos ciudadanos. Los mercaderes construyeron espectaculares edificios y monumentos que aún hoy pueden ser vistos, y reinvirtieron su riqueza en un desarrollo industrial para ayudar al crecimiento de Glasgow. En 1892 el burgo fue constituido como el condado de la ciudad de Glasgow. La ciudad se convirtió en una de las metrópolis más ricas del mundo, y un sistema de transporte público municipal, parques, museos y librerías fueron todas abiertas durante este período.
A medida que se incrementaba el desarrollo de la ciudad, su centro comenzó a expandirse hacia el oeste construyendo edificios de una exuberante arquitectura victoriana en lo que ahora es conocida como la ciudad Mercante que comenzó a brotar en este período. Nuevos edificios públicos, como las Cámaras de la ciudad en la Plaza George, los Salones de Comercio en la calle Glassford y la Librería Mitchell en la diagonal Charing simbolizaron el desarrollo y la riqueza de Glasgow a fines del siglo XIX con sus interiores ricamente decorados e intrincadamente tallados en piedra. Cuando este nuevo desarrollo se llevó a cabo, el centro de Glasgow se mudó de sus orígenes medievales en High Street, Trongate, Saltmarket y Rottenrow, áreas que cayeron en un abandono parcial, parte del cual aún se evidencia en algunas de sus partes hoy en día.

## Clima
El tiempo en Glasgow no es el típico que encontramos en el resto de Escocia e Inglaterra, por varias razones. Glasgow se beneficia de su posición leve sudoeste; la corriente del Golfo hasta el flujo de las corrientes del estuario del Clyde calentamiento del Atlántico en toda la región. La ciudad también está protegida por las colinas que rodean Clyde Valley manteniendo a la ciudad bastante húmeda durante todo el año. La temperatura suele ser más moderada que el resto del país. En general, la temperatura en Glasgow es similar a la del norte de Inglaterra. Sin embargo, en la mayoría del resto de Escocia, el clima es más cambiante. Correspondiendo al clima oceánico, Glasgow recibe aguas lluvias de manera bien repartida a lo largo del año.
| Parámetros climáticos promedio de Glasgow, United Kingdom | Parámetros climáticos promedio de Glasgow, United Kingdom | Parámetros climáticos promedio de Glasgow, United Kingdom | Parámetros climáticos promedio de Glasgow, United Kingdom | Parámetros climáticos promedio de Glasgow, United Kingdom | Parámetros climáticos promedio de Glasgow, United Kingdom | Parámetros climáticos promedio de Glasgow, United Kingdom | Parámetros climáticos promedio de Glasgow, United Kingdom | Parámetros climáticos promedio de Glasgow, United Kingdom | Parámetros climáticos promedio de Glasgow, United Kingdom | Parámetros climáticos promedio de Glasgow, United Kingdom | Parámetros climáticos promedio de Glasgow, United Kingdom | Parámetros climáticos promedio de Glasgow, United Kingdom | Parámetros climáticos promedio de Glasgow, United Kingdom |
| Mes                                                       | Ene.                                                      | Feb.                                                      | Mar.                                                      | Abr.                                                      | May.                                                      | Jun.                                                      | Jul.                                                      | Ago.                                                      | Sep.                                                      | Oct.                                                      | Nov.                                                      | Dic.                                                      | Anual                                                     |
| --------------------------------------------------------- | --------------------------------------------------------- | --------------------------------------------------------- | --------------------------------------------------------- | --------------------------------------------------------- | --------------------------------------------------------- | --------------------------------------------------------- | --------------------------------------------------------- | --------------------------------------------------------- | --------------------------------------------------------- | --------------------------------------------------------- | --------------------------------------------------------- | --------------------------------------------------------- | --------------------------------------------------------- |
| Temp. máx. abs. (°C)                                      | 15                                                        | 15                                                        | 20                                                        | 22                                                        | 24                                                        | 30                                                        | 33.5                                                      | 32                                                        | 28                                                        | 21                                                        | 14                                                        | 13                                                        | 33.5                                                      |
| Temp. máx. media (°C)                                     | 6                                                         | 6                                                         | 8                                                         | 11                                                        | 15                                                        | 17                                                        | 18                                                        | 18                                                        | 15                                                        | 12                                                        | 8                                                         | 6                                                         | 11.7                                                      |
| Temp. mín. media (°C)                                     | 1                                                         | 1                                                         | 2                                                         | 3                                                         | 4                                                         | 8                                                         | 11                                                        | 10                                                        | 8                                                         | 5                                                         | 2                                                         | 1                                                         | 4.7                                                       |
| Temp. mín. abs. (°C)                                      | -17                                                       | -12                                                       | -8                                                        | -4                                                        | -3                                                        | 1                                                         | 3                                                         | 1                                                         | -2                                                        | -7                                                        | -10                                                       | -17                                                       | -17                                                       |
| Precipitación total (mm)                                  | 86.9                                                      | 79                                                        | 74.4                                                      | 46.5                                                      | 33.5                                                      | 38.6                                                      | 49.5                                                      | 52.6                                                      | 56.6                                                      | 84.8                                                      | 84.8                                                      | 74.9                                                      | 762.1                                                     |
| Nevadas (cm)                                              | 39                                                        | 30                                                        | 16                                                        | 2                                                         | 1                                                         | 0                                                         | 0                                                         | 0                                                         | 0                                                         | 17                                                        | 22                                                        | 36                                                        | 163                                                       |
| Días de precipitaciones (≥ )                              | 19                                                        | 13                                                        | 15                                                        | 12                                                        | 10                                                        | 13                                                        | 16                                                        | 14                                                        | 13                                                        | 10                                                        | 11                                                        | 17                                                        | 163                                                       |
| Horas de sol                                              | 20                                                        | 50                                                        | 105                                                       | 150                                                       | 175                                                       | 159                                                       | 166                                                       | 144                                                       | 122                                                       | 90                                                        | 59                                                        | 20                                                        | 1260                                                      |
| Fuente: Weatherbook May 2008                              |                                                           |                                                           |                                                           |                                                           |                                                           |                                                           |                                                           |                                                           |                                                           |                                                           |                                                           |                                                           |                                                           |

## Demografía

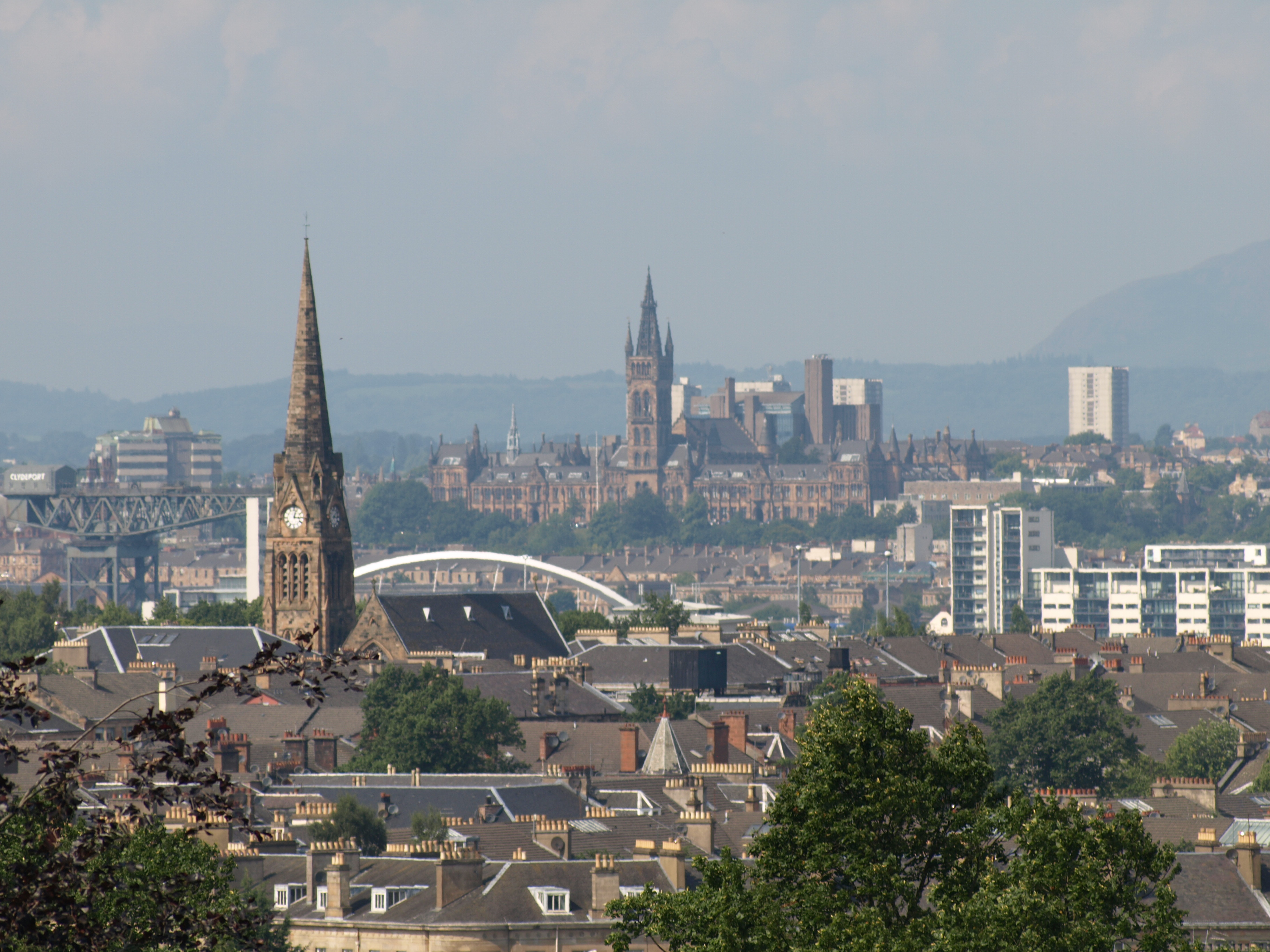
Panorama sobre el lado sur de Glasgow y el West End del parque de la Reina, mirando al noroeste. A la izquierda del centro se puede ver el puente de arco sobre el Clyde en Finnieston, mientras que más allá está la torre de la Universidad de Glasgow, con los Fells Campsie en la distancia a la derecha.

La década de 1950 vio el pico de población del área de la ciudad de Glasgow en 1 089 000. Durante este período, Glasgow era una de las ciudades más densamente pobladas del mundo. Después de la década de 1960, los claros de las zonas del centro urbano afectadas por la pobreza, como los Gorbals y reubicación a las "nuevas ciudades", como East Kilbride y Cumbernauld llevaron a una disminución de la población. Además, los límites de la ciudad se cambiaron dos veces durante el siglo XX, lo que hace difícil las comparaciones directas. La ciudad continúa su expansión más allá de los límites oficiales del concejo de la ciudad en las zonas suburbanas de los alrededores, que abarca alrededor de 400 millas cuadradas (1000 km²) de todos los suburbios adyacentes, si se incluyen las ciudades y pueblos de cercanías.
Hay dos definiciones diferentes para la población de Glasgow: el distrito Área del Concejo de Glasgow (que perdió los distritos de Rutherglen y Cambuslang a South Lanarkshire en 1996) y la zona urbana del Gran Glasgow (que incluye la conurbación alrededor de la ciudad).
Afluencia atraída por el crecimiento físico y económico, y el propio crecimiento de la población de la ciudad, se tradujo en los siguientes porcentajes demográficos en el censo de 1881 calculados por lugares de nacimiento: nacido en Escocia 83 %, Irlanda 13 %, Inglaterra 3 % y 1 % otros lugares. Para 1911 la población ya no estaba creciendo por migración. Los porcentajes demográficos en el censo de 1951 fueron: nacido en Escocia 93 %, Irlanda 3 %, Inglaterra el 3 % y 1 % otros lugares.
En el siglo XX, muchos refugiados lituanos comenzaron a establecerse en Glasgow y en su apogeo en la década de 1950 había alrededor de 10 000 en el área de Glasgow. Muchos escoceses italianos también se establecieron en Glasgow, procedentes de provincias como Frosinone entre Roma y Nápoles y Lucca en el noroeste de la Toscana en este momento, muchos trabajando inicialmente como hombres "Hokey Pokey".
En los años 1960 y 1970, muchos asiáticos-escoceses también se establecieron en Glasgow, principalmente en el área de Pollokshields. Estos números fueron 30 000 paquistaníes, 15 000 indios y 3000 bangladesíes, así como los inmigrantes chinos, muchos de los cuales se asentaron en la zona Garnethill de la ciudad. Desde 2000, el gobierno del Reino Unido ha seguido una política de dispersión de los solicitantes de asilo para aliviar la presión sobre la vivienda social en el área de Londres.
El 15,4 % de la ciudad es de un grupo étnico minoritario incluyendo 47 758 (8,1 %) de Asia (Pakistán, India, Bangladés), 14 246 (2,4 %) población negra procedente de África o del Caribe, y 3801 (0,64 %) de otros grupos étnicos incluyendo árabe. En la ciudad vive también una comunidad de polacos, que cuenta con 8406 miembros (1,42 %).[cita requerida]

## Economía
Estimulada por la revolución industrial, Glasgow se convirtió en un importante centro de fundición y de construcción naval. La ciudad está dotada de instalaciones portuarias modernas. En las industrias tradicionales (construcción naval y acerías), hoy en declive, han seguido las industrias ligadas a la producción de petróleo (química y material de perforación).
Glasgow es la economía más importante y dinámica de Escocia. La ciudad tiene más de 410 000 puestos de trabajo en más de 12 000 empresas. Desde el año 2000 se han creado 153 000 puestos de trabajo, lo que supone una tasa de crecimiento del 32 %.[cita requerida]

## Transportes

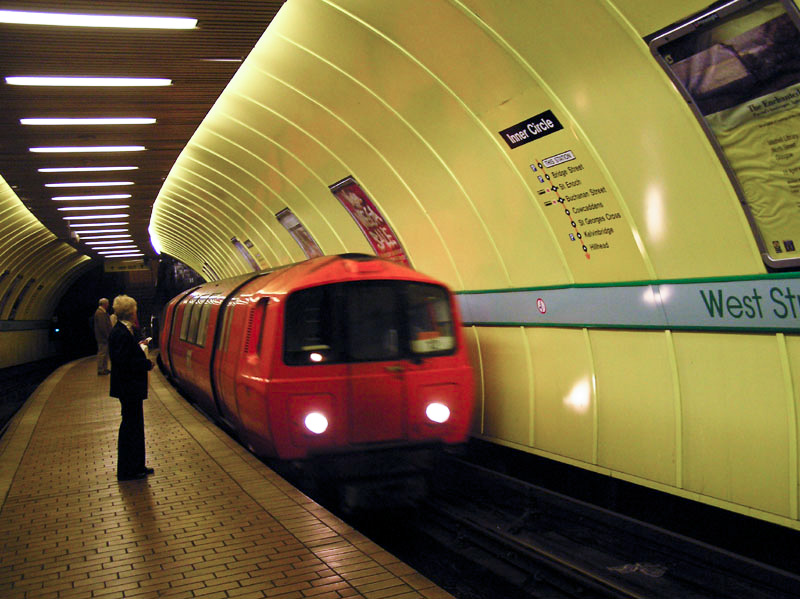
El Metro de Glasgow.

La ciudad de Glasgow dispone de uno de los metros más antiguos del mundo, llamado oficialmente Glasgow Subway. Este metro está formado por una sola línea, circular, y es llamado popularmente Clockwork orange (naranja mecánica) por el color de sus vagones.
Los trenes salen hacia el norte y hacia el este de Escocia desde la estación de Queen Street y hacia el sur desde la estación Central de Glasgow.
Dos aeropuertos comunican a la ciudad, el Aeropuerto Internacional de Glasgow (Glasgow International Airport), a las afueras de la ciudad y el aeropuerto de Glasgow Prestwick (Glasgow Prestwick International Airport, a unos 46 km al suroeste). Este último es utilizado principalmente por las compañías regionales o por las compañías aéreas de bajo coste.

## Cultura
La ciudad cuenta con muchas amenidades que ofrecen una amplia variedad de actividades culturales, desde curling hasta ópera, ballet y fútbol a la apreciación del arte; también tiene una gran selección de museos que incluyen aquellos dedicados al transporte, religión y arte moderno. Muchos de los sitios culturales de la ciudad fueron celebrados en 1990 cuando Glasgow fue designada la Capital Europea de la Cultura.
La principal biblioteca de la ciudad, la biblioteca Mitchell, se ha convertido en una de las mayores bibliotecas públicas de Europa, hoy en día contando con alrededor de 1,3 millones de libros, una extensa colección de periódicos y miles de fotografías y mapas.
La mayoría de las organizaciones artísticas nacionales de Escocia se localizan en Glasgow, incluyendo Scottish Opera, Scottish Ballet, National Theatre of Scotland, Royal Scottish National Orchestra, BBC Scottish Symphony Orchestra y Scottish Youth Theatre.
Glasgow cuenta con su propio «poeta laureado», puesto creado en 1999 para Edwin Morgan y hasta 2007 ocupado por Liz Lochhead.

### Esparcimiento
Glasgow disfruta de una gran variedad de teatros, incluyendo el King's Theatre, el Theatre Royal y el Citizens Theatre, además de muchos museos municipales y galerías de arte, siendo los más famosos el Museo Kelvingrove (con pinturas de Botticelli, Rembrandt y Dalí), la Gallery of Modern Art (GoMA), la mansión Pollok House (con obras de arte español reunidas por William Stirling-Maxwell) y la Burrell Collection, de origen privado y que cuenta con la mejor colección de Edgar Degas existente en el Reino Unido. La mayoría de los museos de Glasgow son de propiedad pública y de entrada gratuita.
La ciudad ha recibido muchas exhibiciones a través de los años, además de ser la Ciudad de la Arquitectura del Reino Unido de 1999, la Capital Europea de la Cultura de 1990, la Ciudad Nacional del Deporte de 1995 a 1999 y la Capital Europea del Deporte de 2003.
Además, a diferencia del más antiguo y de mayor tamaño Festival de Edimburgo (en donde todos los principales festivales de aquella ciudad ocurren durante las últimas tres semanas de agosto), los festivales de Glasgow abarcan todo el calendario. Estos incluyen el Glasgow International, el Festival de la Comedia de Glasgow, el Festival del Jazz de Glasgow, el Celtic Connections, el Festival de Cine de Glasgow, el Festival de West End, el Festival Merchant City, el Glasgay! Festival y el World Pipe Band Championships.

### Escena musical
Glasgow cuenta con muchos bares, clubes y recintos con música en vivo. Algunos de los principales lugares de la ciudad incluyen el Glasgow Royal Concert Hall, el Scottish Exhibition and Conference Centre (SECC), el King Tut's Wah Wah Hut (donde la banda Oasis fue descubierta y contratada), el Queen Margaret Union y el Barrowland, un salón de baile convertido en un recinto con música en vivo.
En años recientes, el éxito de bandas como Belle and Sebastian, Biffy Clyro, Franz Ferdinand, Mogwai, Snow Patrol y Travis ha mejorado significativamente el perfil de la escena musical de Glasgow, provocando que la revista Time comparara a Glasgow con Detroit durante su auge en los años 1960. Además, los legendarios Simple Minds y The Jesus and Mary Chain provienen de Glasgow siendo las bandas con mayor éxito internacional hasta la fecha. Éxitos más recientes incluyen The Fratellis y Glasvegas. La ciudad de Glasgow fue nombrada una Ciudad de la Música de la Unesco el 20 de agosto de 2008 como parte de un proyecto llamado Creative Cities Network.

### Medios de comunicación
Glasgow es el centro de los medios de comunicación nacionales de Escocia. Es sede de los Pacific Quay Studios de BBC Scotland así como de la cabecera de STV.
La prensa escocesa publica varios periódicos en la ciudad, como el Evening Times, The Herald, The Sunday Herald, Sunday Mail y Daily Record. Las ediciones escocesas de las compañías Trinity Mirror y News International son impresas en la ciudad. STV Group plc es un conglomerado mediático establecido en Glasgow con intereses en la televisión y la publicidad editorial. STV Group posee y opera ambas franquicias de escocesas de ITV (Escocia Central y Grampianos), además del anunciante publicitario de cine Pearl & Dean.
Varias estaciones de radio también se localizan en Glasgow. EMAP (antes conocido como Scottish Radio Holdings) es propietaria de las principales estaciones comerciales de radio en Glasgow: Clyde 1 y Clyde 2, que pueden llegar a tener más de 2,3 millones de oyentes. En 2004, STV Group plc (entonces conocido como SMG plc) vendió su 27,8 % de acciones en Scottish Radio Holdings al grupo EMAP por £90,5 millones. Otras estaciones que trasmiten desde Glasgow incluyen Smooth Radio 105.2, Real Radio y 96.3 Rock Radio, todas propiedad de GMG Radio. La estación de radio de Escocia central Galaxy Scotland también trasmite desde sus estudios en Glasgow. La ciudad tiene un amplio sector de radio comunitaria, incluyendo Celtic Music Radio, Sunny Govan Radio, AWAZ FM e Insight Radio.

## Deporte

### Fútbol
El primer partido internacional de fútbol fue celebrado en 1872 en el campo Hamilton Crescent del West of Sb, en un área dentro de la ciudad conocida como Partick. El encuentro entre Escocia e Inglaterra terminó 0-0.
Glasgow es una de sólo cuatro ciudades (junto con Liverpool en 1985, Madrid en 1986, 2014 y 2016 y Milán en 1994) en haber tenido dos equipos de fútbol en finales de torneos europeos durante la misma temporada: en 1967 el Celtic F.C. compitió en la final de la Copa de Europa (hoy Liga de Campeones de la UEFA) derrotando al Inter de Milán para convertirse en el primer equipo de fútbol escocés y británico en ganar el trofeo, mientras que el Rangers F.C. compitió sin éxito en la final de la ahora desaparecida Copa de Campeones de Copa.
La ciudad alberga los dos únicos estadios de 5 estrellas, según los criterios de la UEFA, en Escocia, lo que le permite acoger finales de la Liga de Campeones de la UEFA y de la UEFA Europa League. Estos son el Ibrox Stadium, con capacidad para 51.082 espectadores, y Hampden Park, con 52.670 asientos. Este último ha recibido la final en tres ocasiones, la última de ellas en 2002, además de ser sede de la final de Copa UEFA en 2007.
Hampden Park, que es el estadio donde la selección de fútbol de Escocia suele celebrar sus partidos de local, ostenta el récord de asistencia para un partido de fútbol: 149.547 espectadores vieron a Escocia derrotar a Inglaterra 3-1 en 1937, antes de que los estadios en el Reino Unido tuvieran asientos para todos los espectadores. Celtic Park, con 60.832 asientos, se localiza igualmente en el extremo este de Glasgow.

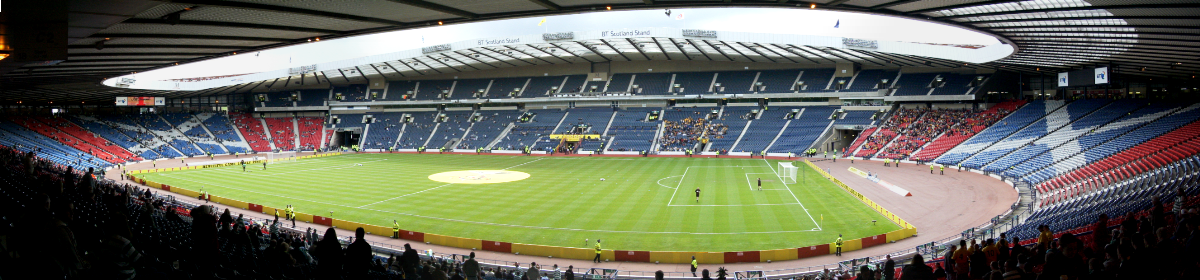
Vista del interior de Hampden Park.

En Glasgow hay tres equipos profesionales de fútbol: Celtic F.C. y Rangers F.C., que en conjunto son denominados en ocasiones el Old Firm, y el Partick Thistle F.C. Un cuarto club, Queen's Park F.C., es un equipo amateur que participa en el sistema de ligas profesionales de Escocia. Anteriormente, Glasgow tenía otros cinco clubes profesionales: Clyde F.C., que se mudó a Cumbernauld, además del Third Lanark A.C., Cambuslang F.C, Cowlairs F.C. y Clydesdale F.C., todos los cuales se declararon en bancarrota. Existen algunos equipos afiliados a la Asociación Escocesa de Fútbol Juvenil dentro de la ciudad también, tales como el Pollok F.C., Maryhill F.C., Ashfield F.C. y Petershill F.C., así como innumerables equipos amateurs.
La historia del fútbol en la ciudad, así como el estatus del Old Firm, atraen a muchos visitantes a los partidos de fútbol en la ciudad a lo largo de la temporada. La Asociación Escocesa de Fútbol, el órgano regente en el país, y el Museo del Fútbol Escocés se encuentran en Glasgow, así como la Liga Escocesa de Fútbol, la Premier League de Escocia, la Asociación Escocesa de Fútbol Juvenil y la Asociación Escocesa de Fútbol Amateur. La Copa de Glasgow fue alguna vez un torneo popular, el cual era disputado por el Celtic, Rangers, Clyde, Partick Thistle y Queen's Park. La competición ahora es jugada por los planteles juveniles de los cinco equipos.
| Equipo               | Liga                        | Estadio         | Capacidad |
| -------------------- | --------------------------- | --------------- | --------- |
| Celtic F.C.          | Premier League de Escocia   | Celtic Park     | 60.832    |
| Rangers F.C.         | Premier League de Escocia   | Ibrox Stadium   | 51.082    |
| Partick Thistle F.C. | Primera división de Escocia | Firhill Stadium | 10.887    |
| Queen's Park F.C.    | Segunda división de Escocia | Hampden Park    | 52.670    |

### Rugby union
Glasgow tiene un equipo profesional de rugby union, el Glasgow Warriors, que compite en la Liga Celta de rugby junto con otros equipos de Escocia, Irlanda y Gales.
En la Liga Escocesa, el equipo Glasgow Hawks fue formado en 1997 a través de la fusión de dos de los clubes más antiguos de la ciudad: Glasgow Academicals y Glasgow High Kelvinside (GHK). A pesar de la fusión, los equipos de segunda división de los equipos antes mencionados reingresaron a la liga escocesa de rugby en 1998.

### Rugby league
Glasgow ha sido sede de muchos partidos internacionales de rugby league en los que ha participado Escocia en años recientes, incluyendo los partidos de clasificación a la Copa Mundial contra Gales en el que Escocia obtuvo su pase a la Copa Mundial de Rugby League de 2008. Glasgow además es sede regularmente de los partidos de local de Escocia en la Home Nations Cup.
En 2009, un equipo de rugby league basado en Glasgow ingresó en la National League 2. Este club es el primer equipo escocés semiprofesional de rugby league. El nombre y recinto donde jugará están aún por anunciarse. El equipo buscará seguir los pasos del Celtic Crusaders de Gales y ser elegido para participar en la Super League.

### Otros deportes
Algunos escenarios deportivos importantes incluyen el Kelvin Hall y el centro deportivo de Scotstoun. En 2003 la Academia Nacional de Badmiton fue completada en Scotstoun. Ese mismo año, Glasgow recibió el título de Capital Europea del Deporte.
Glasgow también es la casa de muchos clubes de cricket incluyendo el Clydesdale Cricket Club, que han ganado el título de la Copa Escocesa en varias ocasiones. Este club también fue elegido como sede neutral para un partido de tipo One Day International entre India y Pakistán en 2007, pero debido al mal tiempo fue suspendido.
Otras instalaciones deportivas más pequeñas incluyen una gran cantidad de canchas al aire libre, así como clubes de golf como el Hagg's Castle y pistas de esquí artificiales. Entre 1998 y 2004, el equipo de fútbol americano Scottish Claymores jugó algunos o todos sus juegos de local de cada temporada en Hampden Park, y este recintó además fue sede del World Bowl XI.
El speedway fue introducido en Glasgow en 1928 y hoy en día se realiza en el Saracen Park al norte de la ciudad.
Acorde con sus fuertes conexiones con las Tierras Altas de Escocia siendo la ciudad del Baile Mòr nan Gàidheal, Glasgow es además uno de cinco lugares en Escocia que recibe la final de la Copa Escocesa de Shinty, conocida como la Camanachd Cup. Generalmente es celebrada en Old Anniesland. Siendo la ciudad alguna vez la sede de numerosos equipos de shinty, hoy en día solamente hay un club de importancia en Glasgow, el Glasgow Mid-Argyll, así como dos universitarios de la Universidad de Strathclyde y de la Universidad de Glasgow.

### Eventos
- Juegos de la Mancomunidad de 2014: el 9 de noviembre de 2007, Glasgow fue seleccionada como la ciudad sede de este campeonato. Los juegos se realizaron en algunos recintos deportivos ya existentes o recién construidos a lo largo de la ciudad, incluyendo unos remodelados Hampden Park, Kelvingrove Park, Kelvin Hall y la planeada Arena Nacional Escocesa en el SECC. Se construyó un campus para los Juegos de la Mancomunidad en el extremo este de la ciudad, el cual incluyó una nueva arena techada, un velódromo e instalaciones para alojamiento en Dalmarnock y Parkhead, contando con un mejorado Centro Acuático en el cercano Tollcross Park. Esta fue la tercera ocasión en que los Juegos se celebraron en Escocia.

- Campeonato Mundial de Gimnasia Artística de 2015: se celebraron entre el 23 de octubre y el 1 de noviembre, y los grandes triunfadores fueron el japonés Kohei Uchimura y la estadounidense Simone Biles.

## Hermanamiento de ciudades
Glasgow está hermanada con las siguientes ciudades del mundo.
| - Núremberg (Nürnberg), Alemania (desde 1985) - Rostov del Don, Rusia (desde 1986) - Dalian, China (desde 1997) - La Habana (Havana), Cuba (desde 2002) | - Turín, Italia (desde 2003) - Marsella (Marsella), Francia (desde 2006) - Lahore, Pakistán (desde 2006) - Belén, Palestina (desde 2007) |

## Personas destacadas
| Predecesor: París  | Capital Europea de la Cultura 1990                                             | Sucesor: Dublín         |
| Predecesor: Madrid | Sede de las Conferencias de las Naciones Unidas sobre el cambio climático 2021 | Sucesor: Sharm el-Sheij |